# حسین تهرانی سقط‌فروش
حسین تهرانی سقط فروش از بازاریان تهرانی بود، که در دوره نخست بعنوان نماینده تهران در مجلس شورای ملی حضور داشت.